# 桃园石龙尾
桃園石龍尾（學名：Limnophila taoyuanensis）为車前科石龍尾屬下的一个种。

## 扩展阅读
- 維基物種上的相關：桃园石龙尾